# José Echevarría Novoa
José Echeverría Novoa (Pontevedra, c. 1902 - Estados Unidos, 1984) fue un abogado y político republicano español. Fue gobernador civil de varias provincias durante la Segunda República y delegado de Orden Público en Cataluña tras los sucesos de Mayo de 1937.

## Biografía

### Carrera política durante la Segunda República
José Echeverría pertenecía a una familia pontevedresa proveniente del País Vasco francés. Estuvo vinculado al republicanismo desde 1930, cuando ejercía como vicesecretario del recientemente fundado Centro Republicano de Pontevedra, del que Bibiano Fernández Osorio y Tafall, que llegaría a alcalde de Pontevedra tras las elecciones municipales de abril de 1931, era presidente. Como miembro relevante del republicanismo pontevedrés, Echeverría fue uno de los firmantes del pacto de Lestrove en marzo de 1930, por el que se creó la Federación Republicana Gallega, constituida en torno a la ORGA de Santiago Casares Quiroga. Echeverría mantendría su militancia primero en la FRG-ORGA y desde 1934, en Izquierda Republicana.
Ya proclamada la República, Echeverría fue nombrado gobernador civil de Ciudad Real (diciembre de 1931 - junio de 1932), pasando después a Alicante (junio de 1932 - mayo de 1933) y a Oviedo (mayo - septiembre de 1933). No volvió a ocupar gobiernos civiles hasta después del triunfo del Frente Popular en las elecciones de febrero de 1936, ocupando el de Jaén durante tres días en febrero de 1936 y el de Vizcaya desde mayo de 1936. En el intervalo entre ambos, había sido uno de los compromisarios elegidos en las candidaturas del Frente Popular por Pontevedra para la elección del presidente de la República en abril de 1936.

### Guerra civil española
En julio de 1936 era gobernador civil de Vizcaya y tuvo un importante papel en el fracaso de la sublevación en la provincia, al ordenar el desvío al edificio del Gobierno Civil de las llamadas telefónicas del cuartel de Garellano de Bilbao, evitando con ello que los mandos del cuartel se informasen de las vicisitudes de la sublevación. Para hacer frente a la situación creada por la guerra, el 23 de julio constituyó la Comisaría General de Defensa de la República en Vizcaya, formada por representantes de los partidos del Frente Popular (que en el País Vasco incluía también a Acción Nacionalista Vasca) y por el Partido Nacionalista Vasco. Además del puesto de comisario general, Echeverría asumió también la delegación de Orden Público. La Comisaría General fue sustituida el 13 de agosto por la Junta de Defensa de Vizcaya, que incluía también a la CNT. Además de la Presidencia, Echeverría se ocupó también de la delegación de Gobernación.
Tras la aprobación del estatuto vasco, el 7 de octubre, en la Casa de Juntas de Guernica, Echeverría invistió como lehendakari a José Antonio Aguirre, en nombre del Gobierno de la República. Como la aprobación del estatuto y la creación del Gobierno Vasco provisional hacían desaparecer la figura de los gobernadores civiles, abandonó su puesto en Vizcaya, pasando a la zona centro-sur bajo control de la República.
Tras los incidentes de mayo de 1937 en Barcelona, fue nombrado delegado de Orden Público del gobierno de la República en Cataluña, si bien fue relevado poco después.

### Exilio
Tras el fin de la Guerra Civil, Echeverría marchó al exilio, primero en Panamá, luego en Cuba y, finalmente, en Estados Unidos, donde murió en el olvido. 